# L'envejosa
L'envejosa  (títol original en anglès: Harriet Craig) és una pel·lícula dels Estats Units dirigida per Vincent Sherman, estrenada el 1950. Ha estat doblada al català.

## Argument
La dominant Harriet Craig és una dona freda i calculadora que estima la seva casa i el seu petit món material més del que mai podrà estimar una persona. El temor que un fracàs econòmic pogués fer-lo perdre les seves propietats i el seu benestar la impulsarà a enganyar el seu marit assegurant-li que no pot tenir fills.
D'altra banda, a la seva cosina Claire la tracta com un secretaria i als seus criats com esclaus.

## Repartiment
- Joan Crawford: Harriet Craig
- Wendell Corey: Walter Craig
- Lucile Watson: Celia Fenwick
- Allyn Joslyn: Billy Birkmire
- William Bishop: Wes Miller
- K.T. Stevens: Clare Raymond
- Viola Roache: Sra. Harold
- Raymond Greenleaf: Henry Fenwick
- Ellen Corby: Lottie
- Virginia Brissac: La mare d'Harriet Craig